# دمچه‌ای چپین
دمچه‌ای چپین (نام علمی: Sylvietta leucophrys chapini) نام یک زیرگونه از سرده دمچه‌ای‌ها است.